# Club de Vela de Blanes
El Club de Vela de Blanes (CVB) es un club náutico español con sede en Blanes, Provincia de Gerona (Cataluña, España).

## Historia
Se fundó en 1943 con un lema claro: el deporte de la vela debía de ser su única razón de ser. Su actividad deportiva inicial se centró en la vela ligera, y en particular en la flota Snipe del club, la número 160 de la SCIRA, para irse ampliando posteriormente con las clases Optimist y Moth Europa. Por último se incorporó la vela de crucero al nacer el Trofeo Príncipe de Gerona. Su flota Snipe ha dado grandes regatistas como Juan Costas, Humberto Costas y Pablo Zendrera.
Sus instalaciones fueron remodeladas en 2015.

## Flotas
Cuenta con flotas de Snipe, Optimist, 420, 470 y Finn.